# هاني بلان
هاني طالب بلان (من مواليد 13 يوليو 1967) هو الرئيس التنفيذي لدوري نجوم قطر وهو منصب يشغله منذ عام 2014.

## التعليم
درس بلان الهندسة الميكانيكية في جامعة أكسفورد بروكس في انكلترا، المملكة المتحدة. كما أنه حاصل على دبلوم ما قبل الماجستير في إدارة المشاريع من دورة استغرقها في باريس، فرنسا في جامعة ليل للعلوم والتكنولوجيا.

## المسيرة التحكيمية
بدأ بلان مسيرته كحكم محترف في عام 1992 وقضى ما مجموعه 12 عاما في تحكيم المباريات. 
بلان حكم كرة قدم على مستوى عال في قطر المعروف في ذلك الوقت باسم دوري المحترفين القطري. كما أنه تمتع بفترة طويلة كحكم رسمي في الفيفا من 1998 إلى 2004.
شارك في عدد من البطولات البارزة مثل دورة الألعاب الآسيوية 1998 في بانكوك وتصفيات كأس العالم لكرة القدم 2002 ومنافسات البطولات العربية من 1998 إلى 2004 وبطولات كأس الخليج العربي من 1998 إلى 2004.

## فيما بعد التحكيم
على مر السنين شغل هاني بلان العديد من المناصب الإدارية والتحكيمية في كرة القدم.
حيث أنه بعد اعتزاله التحكيم عمل محاضراً بالاتحاد الآسيوي لكرة القدم، وكان أصغر محاضر في ذلك الوقت، كما عمل محاضراً بالاتحاد الدولي لكرة القدم. 
وقد شغل هاني بلان عدداً من المناصب الرسمية في كرة القدم القطرية، أبرزها عضو مجلس إدارة الاتحاد القطري لكرة القدم من عام 2007، ورئيس لجنة الحكام بالاتحاد القطري لكرة القدم منذ عام 2007، كما تم انتخابه دورتين عضوا في اللجنة التنفيذية بالاتحاد القطري لكرة القدم. 
في عام 2009 أصبح أيضا رئيس لجنة المعايير في الاتحاد الآسيوي لكرة القدم (AFC).
كما كان عضوا في لجنة مسابقة دوري نجوم قطر منذ عام 2010، وشغل منصب مدير ترخيص الأندية من عام 2010. 
في عام 2012 أصبح نائب الرئيس التنفيذي لدوري نجوم قطر، وفي عام 2014 شغل منصب الرئيس التنفيذي لمؤسسة دوري نجوم قطر. 
ويتولى هاني بلان حالياً منصب نائب رئيس لجنة الحكام بالاتحاد الدولي لكرة القدم (فيفا)، ونائب رئيس لجنة الحكام بالاتحاد الآسيوي لكرة القدم (AFC). 
ولدى هاني بلان مؤلفاته الخاصة في مجال كرة القدم والتي تثري عالم الاحتراف، حيث كان أول مشروع إصدار خاص به في مجال التحكيم كتاب تحت عنوان «رؤية خاصة في التحكيم»، كما أن لديه مؤلف آخر وهو كتاب «رؤية خاصة في الاحتراف» ويعالج موضوعات منظومة الاحتراف على مستوى كرة القدم والإعلام والتسويق، وهو عصارة فكر ثانٍ لتجربة الاحتراف في كرة القدم ومكونات الاحتراف.
بالإضافة إلى ذلك عمل على تدشين موقعين إلكترونيين الأول هو (تحكيم دوت كوم) والثاني (احتراف كورة دوت كوم).